# Trevor Story
Trevor John Story (ur. 15 listopada 1992) – amerykański baseballista występujący na pozycji łącznika w Colorado Rockies.

## Przebieg kariery

### Minor League Baseball
Po ukończeniu szkoły średniej, w 2011 roku otrzymał ofertę stypendium sportowego z Louisiana State University, jednak po wyborze w pierwszej rundzie draftu z numerem 45. przez Colorado Rockies, zdecydował się podpisać kontrakt z organizacją tego klubu. Zawodową karierę rozpoczął w Casper Ghosts (poziom Rookie), następnie w 2012 grał w Ashville Tourists (Class A), zaś sezon 2013 spędził w Modesto Nuts (Class A-Advanced). W czerwcu 2014 został przesunięty do Tulsa Drillers (Double-A). W lutym 2015 został zaproszony do składu Colorado Rockies na występy w spring training, jednak po jego zakończeniu dalej występował na poziomie Double-A w zespole New Britain Rock Cats. W sezonie 2015 rozegrał jeszcze 61 meczów w Albuquerque Isotopes (Triple-A).

### Major League Baseball
W Major League Baseball zadebiutował 4 kwietnia 2016 w meczu przeciwko Arizona Diamondbacks, zastępując na pozycji łącznika zawieszonego José Reyesa. Story został pierwszym w historii baseballistą, który zdobył dwa home runy w swoim debiucie w meczu otwarcia sezonu. Trzy dni później został pierwszym zawodnikiem od 1900 roku, który zdobył home runa w swoich pierwszych w MLB trzech kolejnych meczach. 2 maja 2016 został ogłoszony najlepszym debiutantem miesiąca kwietnia.
W lipcu 2018 po raz pierwszy w karierze otrzymał powołanie na Mecz Gwiazd MLB. W 2018 został wyróżniony spośród łączników, otrzymując Silver Slugger Award.

## Nagrody i wyróżnienia
| Nagroda/wyróżnienie     | Lata       | Źródło      |
| 2× All-Star             | 2018, 2019 | [ 1 ] [ 7 ] |
| 2× Silver Slugger Award | 2018, 2019 | [ 1 ] [ 8 ] |